# 坎特伯里 (康乃狄克州)
坎特伯里（英語：Canterbury）是一個位於美國康乃狄克州溫德姆縣的城鎮。

## 地理
坎特伯里的座標為41°42′00″N 72°00′00″W / 41.70000°N 72.00000°W，而該地的平均海拔高度為107米（即351英尺）。

## 人口
根據2010年美國人口普查的數據，坎特伯里的面積為104.00平方千米，當中陸地面積為103.30平方千米，而水域面積為0.70平方千米。當地共有人口5132人，而人口密度為每平方千米49.35人。